# ليوبولد ولويب
ناثان فرودينتال ليوبولد الابن (19 نوفمبر 1904 - 29 أغسطس 1971) وريتشارد ألبرت لويب (11 يونيو 1905 - 28 يناير 1936)، عادة ما يشار إليهم مجتمعون باسم ليوبولد ولويب كانا طالبان ثريان في جامعة شيكاغو قاما في مايو 1924 باختطاف وقتل بوبي فرانكس البالغ من العمر 14 عامًا في شيكاغو. لقد ارتكبوا جريمة القتل - التي وصفت في ذلك الوقت بأنها «جريمة القرن» - كدليل على تفوقهم الفكري المتصوَّر، الذي اعتقدوا أنه جعلهم قادرين على ارتكاب «جريمة كاملة»، وبرأهم من المسؤولية عن أفعالهم.
بعد القبض على الرجلين، عينت عائلة لوب كلارينس دارو كمحام للدفاع. شُهِر ملخص دارو ذي ال12 ساعة في جلسة النطق بالحكم في نقده لعقوبة الإعدام كعقوبة جزائية لا تحويلية. حكم على الشابين بالسجن مدى الحياة بالإضافة إلى 99 عامًا. قتل لوب على يد سجين في عام 1936 ؛ أُفرَج عن ليوبولد في إفراج مشروط عام 1958.

## النشأة

### ناثان ليوبولد
ولد ناثان ليوبولد في 19 نوفمبر 1904 في شيكاغو، إلينوي، ابن فلورنس (فورمان) وناثان ليوبولد، عائلة مهاجرة يهودية ثرية. طفل عبقري زعم أنه تحدث كلماته الأولى في عمر أربعة أشهر، وبحسب ما ورد سجل نسبة ذكاء تبلغ 210، بالرغم من أن نتائج الاختبار من تلك الحقبة لا يمكن مقارنتها بطريقة مباشرة مع عشرات اختبارات الذكاء الحديثة. في وقت القتل، كان قد أتم بالفعل درجة جامعية في جامعة شيكاغو مع مرتبة الشرف فاي بيتا كابا، وخطط لبدء الدراسات في كلية الحقوق بجامعة هارفارد بعد رحلة إلى أوروبا. وبحسب ما ورد درس 15 لغة وتحدث خمس لغات على الأقل بطلاقة، وحقق قدرًا من الاعتراف الوطني باعتباره عالم طيور. عرف هو والعديد من علماء الطيور الآخرين هازجة كيرتلاند، وهو طائر مغرد مهدد بالانقراض لم يتم ملاحظته في منطقة شيكاغو منذ أكثر من نصف قرن.

### ريتشارد لويب
ولد ريتشارد لويب في 11 يونيو 1905 في شيكاغو لعائلة آن هنريتا (ني بوهنن) وألبرت هنري لوب، وهو محام ثري ونائب رئيس متقاعد لشركة سيرز، روبوك وشركاه. كان والده يهوديًا وكانت والدته كاثوليكية. مثل ليوبولد، كان لويب ذكي للغاية. على الرغم من أنه تخطى العديد من الصفوف في المدرسة، وأصبح أصغر خريج بجامعة ميشيغان في سن 17 عامًا، إلا أنه وُصف بكونه «كسول» و «غير محفز» و «مهووس بالجريمة»، ولكن أيضًا مهذب جيدًا ووسيم بسحر للجريمة جعله يقضي الكثير من وقته في قراءة روايات المباحث وتقارير جرائم الصحف.

## المراهقة وبداية الإجرام
نشأ الشابان مع أسرتهما في حي كينوود الثري في ساوثسايد في شيكاغو. امتلك آل لويب عقارًا صيفيًا، يُطلق عليه الآن كاسل فارمز، في شارليفوي، ميشيغان، بالإضافة إلى قصرهم في كينوود، على بعد مبنيين من منزل ليوبولد.
على الرغم من أن ليوبولد ولويب كانا يعرفان بعضهما البعض بشكل تقليدي أثناء نموهما، حيث التقيا في صيف عام 1920، ازدهرت علاقتهما في جامعة شيكاغو، خاصًة بعد اكتشافهما لولعهما المتبادل بالجريمة. وكان ليوبولد مفتون بمفهوم فريدريك نيتشه عن الرجال الخارقين (الانسان الأعلي)، واعتقد بأنهم أشخاص فائقين ذوي قدرات غير عادية، وأنه بسبب قدراتهم العقلية الفائقة يرتفعوا فوق القوانين والقواعد التي تنتبطق علي العامة العاديين، اعتقد ليوبولد أنه كان أحد هؤلاء الأفراد، وعلى هذا النحو، من خلال تفسيره لعقائد نيتشه، لم يكن ملتزماً بأي من الأخلاق أو القواعد العادية للمجتمع. قبل فترة طويلة كان قد أقنع لويب بأنه، أيضًا، كان انسان أعلي. كتب ليوبولد، في رسالة إلى لويب «الرجل الأعلى... هو، بسبب بعض الصفات العليا المتأصلة فيه، معفي من القوانين العادية التي تحكم الرجال. إنه غير مسؤول عن أي شيء قد يفعله.»
بدأ الزوج في تأكيد مناعتهما المتصورة من القيود الطبيعية من خلال أعمال السرقة والتخريب. عند اقتحامهم منزل الأخوة في الجامعة، سرقوا المناديل الورقية والكاميرا والآلة الكاتبة التي استخدموها فيما بعد لكتابة مذكرة فدية. مشجعون بأفعالهم، أقدموا علي تنفيذ سلسلة من الجرائم الأكثر خطورة، بما في ذلك إحراق الممتلكات، لكن لم يلحظهما أحد. شعر الزوج بخيبة الأمل لعدم وجود تغطية إعلامية لجرائمهم، وقرروا تخطيط وتنفيذ «جريمة مثالية» مثيرة من شأنها أن تحظى باهتمام الرأي العام، وتؤكد وضعهم المعلن بأنهم «رجال خارقين».

## قتل بوبي فرانكس

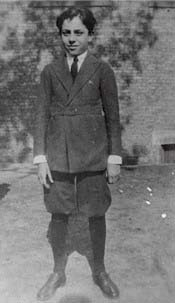
بوبي فرانكس.

استقر ليوبولد (19 عامًا) ولويب (18 عامًا) على اختطاف وقتل مراهق كجريمتهما المثالية. قد أمضوا سبعة أشهر في التخطيط لكل شيء من طريقة الاختطاف إلى التخلص من الجسم. لتعتيم الطبيعة الدقيقة لجريمتهم ودوافعهم، قرروا تقديم طلب للحصول على فدية، ووضعوا خطة معقدة لجمعها، تتضمن سلسلة طويلة من تعليمات التسليم المعقدة التي سيتم توصيلها، كل دفعة علي حدي، عبر الهاتف. قاموا بكتابة المجموعة الأخيرة من التعليمات التي تتضمن مسقط الأموال الفعلي في شكل مذكرة فدية، وذلك باستخدام الآلة الكاتبة المسروقة من منزل الأخوة. اشتري الزوج إزميل كسلاح القتل.
بعد بحث مطول عن ضحية مناسبة، معظمها في حرم مدرسة هارفارد للبنين في منطقة كينوود، حيث تعلم لويب، استقروا على روبرت «بوبي» فرانكس، الابن البالغ من العمر 14 عامًا لصانع ساعات شيكاغو الثري جاكوب فرانكس. كان يعرف لويب بوبي فرانكس جيدًا. فكان ابن عمه الثاني، أحد جيرانه عبر الشارع، ولعب التنس في مسكن لويب عدة مرات.
نفذ الزوج خطته المدروسة بعناية في ظهر يوم 21 مايو 1924. باستخدام سيارة استأجرها ليوبولد تحت اسم «مورتون د. بالارد»، عرضوا على فرانكس أن يوصلوه إلى وجهته وهو يسير إلى المنزل من المدرسة. رفض الصبي في البداية، لأن وجهته كانت على بعد أقل من حيين سكنيين؛ ولكن أقنعه لويب بدخول السيارة لمناقشة مضرب تنس كان يستخدمه. لا يزال التسلسل الدقيق للأحداث التي أعقبت محل خلاف، ولكن وضعت أغلبية الآراء ليوبولد خلف عجلة القيادة، بينما جلس لويب في المقعد الخلفي مع الإزميل. ضرب لويب فرانكس، الذي كان يجلس في مقعد الراكب الأمامي، عدة مرات في الرأس مع الإزميل، ثم جره إلى المقعد الخلفي، حيث تم تكميمه وتوفي سريعًا.
مع وجود الجثة على أرضية السيارة خارج الرؤية، توجهوا إلى مكان الإغراق المحدد مسبقًا بالقرب من وولف ليك في هاموند، إنديانا، 25 ميل (40 كـم) جنوب شيكاغو. بحلول الليل، قاموا بنزع واخفاء ملابس فرانكس، ثم أخفوا الجثة في بربخ على طول سكة حديد بنسلفانيا شمال البحيرة. لإخفاء هوية الجسم، صبوا حمض الهيدروكلوريك على الوجه، وعلى ندبة مميزة في البطن، وكذلك الأعضاء التناسلية (لإخفاء حقيقة أنه تم ختانه).

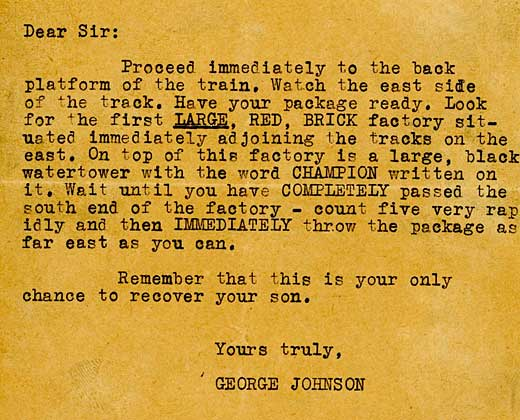
رسالة طلب الفدية

في الوقت الذي عاد فيه الرجلان إلى شيكاغو، كان الخبر قد انتشر بالفعل بأن فرانكس كان مفقودًا. اتصل ليوبولد بوالدة فرانكس، ووصف نفسه بأنه «جورج جونسون»، وأخبرها أن فرانكس قد اختُطف؛ وأن تعليمات تسليم الفدية ستصلها قريبًا. بعد إرسال مذكرة الفدية المطبوعة، وحرق ملابسهم الملطخة بالدماء، وتنظيف بقع الدم من مواد التنجيد في السيارة المستأجرة بأفضل ما يمكن، أمضوا ما تبقى من المساء يلعبون بأوراق اللعب.
بمجرد أن تلقت عائلة فرانكس مذكرة فدية في صباح اليوم التالي، اتصل ليوبولد للمرة الثانية وأملي أول مجموعة من تعليمات دفع الفدية. توقفت الخطة المعقدة على الفور تقريبًا عندما نسي أحد أفراد الأسرة العصبي عنوان المتجر حيث كان من المفترض أن يتلقى مجموعة التوجيهات التالية؛ وتم التخلي عنها تمامًا عندما ورد خبر بأنه عثر رجلاً يدعى توني مينك على جثة الصبي. كشفت حيلة اختطافهم، ودمر ليوبولد ولويب الآلة الكاتبة المسروقة وأحرقوا رداءًا كان يستخدم لتحريك الجسم. واقتناعا منهم بأنهم بذلوا كل ما في وسعهم لإخفاء مساراتهم، واصلوا حياتهم كالمعتاد.
أطلقت شرطة شيكاغو تحقيقًا مكثفًا؛ وتم تقديم مكافآت للحصول على معلومات. بينما كان لويب يتابع روتينه اليومي بهدوء، تحدث ليوبولد بحرية مع الشرطة والصحفيين، وعرض النظريات على أي شخص سيستمع. حتى أنه أخبر أحد المحققين: «إذا كنت سأقتل أحداً، فسيكون ابن صغير مُغر في الكلية مثل بوبي فرانكس».
عثرت الشرطة على زوج من النظارات بالقرب من الجسم. على الرغم من كونها شائعة من حيث الوصفة الطبية والإطار، فقد تم تزويدها بآلية مفصلية غير عادية تم شراؤها من قبل ثلاثة عملاء فقط في شيكاغو؛ كان ناثان ليوبولد أحدا منهم. عندما سئل، قدم ليوبولد إمكانية أن نظارته (المملوكة الآن لمتحف شيكاغو للتاريخ) ربما تكون قد انسحبت من جيبه خلال رحلة لمشاهدة الطيور. تم استعادة الآلة الكاتبة المدمرة من جاكسون بارك لاجون في 7 يونيو.
استدعي الرجلين للاستجواب الرسمي في 29 مايو. وأكدوا أنه في ليلة القتل، التقطوا امرأتين، إدنا وماي، في شيكاغو، باستخدام سيارة ليوبولد، ثم أنزلوهما في وقت ما بالقرب من ملعب للجولف دون معرفة أسمائهم الأخيرة.كشف عن تزييفهما عندما أخبر سائق ليوبولد الشرطة أنه كان يصلح سيارة ليوبولد في تلك الليلة، بينما ادعى الزوج أنها كانت في حيازتهما وقت الحادث. وأكدت زوجة السائق في وقت لاحق أن السيارة كانت متوقفة في مرآب ليوبولد ليلة القتل.

### الاعتراف
اعترف لويب أولا. وأكد أن ليوبولد خطط لكل شيء، وقتل فرانكس في المقعد الخلفي للسيارة بينما كان، لويب، يقود سيارته. اتبعه ليوبولد سريعًا بالاعتراف؛ لكنه أصر على أنه كان السائق، ولويب القاتل. أيدت باقي اعترافاتهم معظم الأدلة في القضية. ادعى ليوبولد في وقت لاحق، في كتابه (بعد وقت طويل من وفاة لويب)، أنه طلب دون جدوى من لويب الاعتراف بقتل فرانكس. ونقل عن لويب قوله: «تشعر أمي بفظع أقل مما قد تشعر به إذا اعتقدت أنك أنت من فعل ذلك، ولن آخد منها نتفة الراحة هذه». في حين أن معظم المراقبين اعتقدوا أن لويبهو من ضرب بالفعل الضربات القاتلة، أشارت بعد الأدلة الظرفية - بما في ذلك شهادة شاهد العيان كارل أولفيغ، الذي قال إنه رأى لويب وهو يقود وليوبولد كان في المقعد الخلفي قبل دقائق من الاختطاف - إلى أنه ربما كان ليوبولد القاتل.
اعترف كلاهما بأنهما كانا مدفوعين بحبهم للإثارة، وأوهام الرجل الخارق، وتطلعهما إلى ارتكاب «جريمة مثالية». اعتبر ليوبولد، على الأقل، الحادثة ممارسة فكرية. وقال لمحامي «القتل كان تجربة». «من السهل تبرير مثل هذه الوفاة بنفس سهولة تبرير طبيب الحشرات الذي يقتل خنفساء على دبوس». لم يدعي أيهما التطلع إلى فعل القتل نفسه، بالرغم من اعتراف ليوبولد بفضوله لمعرفة شعور أن يكون المرء قاتلًا، والذي كان نتيجته خيبة الأمل لأنه علي حسب قوله لم يشعر بأي اختلاف.

## المحاكمة

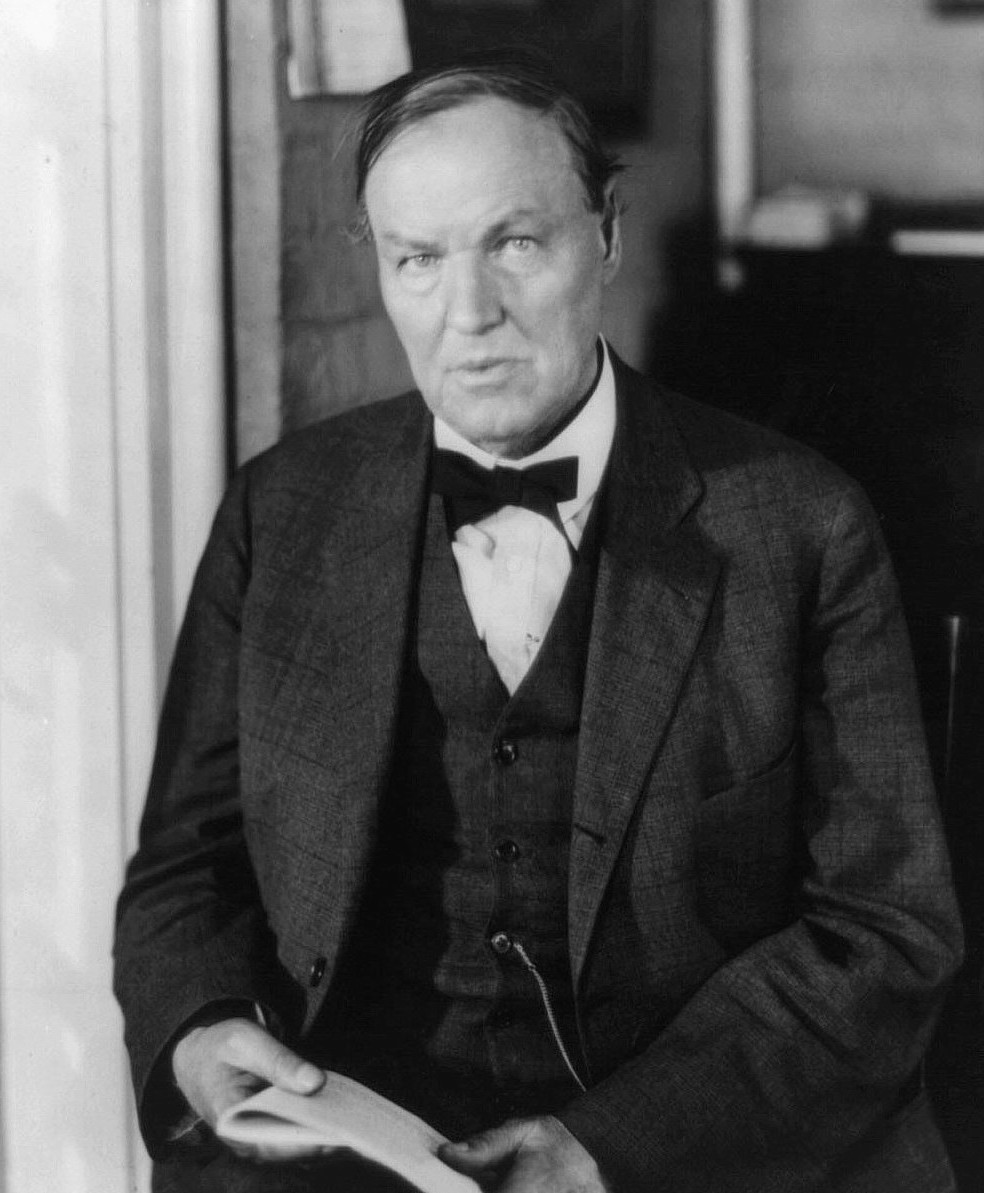
محامي الدفاع كلارنس دارو.

أصبحت محاكمة ليوبولد ولويب، في ساحة كورتهاوس بلايس في شيكاغو، مشهدًا إعلاميًا، والثالثة - بعد محاكمة هاري ثو وساكو وفانزيتتي - لتُسمى «محاكمة القرن». استأجرت عائلة لويب كلارينس دارو، أحد أشهر محامي الدفاع الجنائي في البلاد وأحد المعارضين الشديدين لعقوبة الإعدام، مقابل رسوم مشاع قدرها مليون دولار أمريكي، علي الرغم من حصوله على 70,000 دولار في الواقع. بينما افتُرض عمومًا أن دفاع الرجال سوف يكون مبنيًا على إقرار بالذنب بسبب الجنون، شعر دارو بأن محاكمة هيئة المحلفين ستنتهي بالتأكيد في الإدانة وعقوبة الإعدام. وهكذا، اختار أن يدخل في إقرار بالذنب، على أمل إقناع قاضي محكمة مقاطعة كوك جون ر. كافير بفرض عقوبات بالسجن المؤبد.
استمرت المحاكمة لمدة 32 يومًا. قدم محامي الولاية، روبرت إي. كرو، أكثر من مائة شاهد يوثقون تفاصيل الجريمة. قدم الدفاع شهادات نفسية واسعة النطاق في محاولة لتهيئة ظروف مخففة، بما في ذلك إهمال الطفولة في صورة الأبوة الغائبة، وفي حالة ليوبولد، الاعتداء الجنسي من قبل المربية. كما جادلوا بأن لويب وليس ليوبولد كان المسؤول الأساسي عن الجريمة، حيث سيطر علي وقاد ليوبولد المفتون في نوع من علاقة السيد والعبد.

### خطاب دارو
أطلق علي خطاب دارو الذي دام 12 ساعة في ختام الجلسة «دفاع بارع» واعتبر أفضل خطاب في حياته المهنية. كان موضوعه الرئيسي هو الأساليب والعقوبات اللاإنسانية لنظام العدالة الأمريكي، والشباب وعدم نضج المتهمين:
الآن، يا فضيلة القاضي، لقد تحدثت عن الحرب. لقد آمنت بها. لا أعرف ما إذا كنت مجنونًا أم لا. في بعض الأحيان أعتقد أنني ربما كنت. لقد وافقت عليها ؛ انضممت إلى الصرخة العامة من الجنون واليأس. وحثثت الرجال على القتال. كنت آمنا لأنني أكبر من أن أذهب. كنت مثل البقية. ماذا فعلوا؟ صواب أو خطأ، له ما يبرره وما يناهضه - وهو أمر لا أحتاج إلى مناقشته اليوم - لقد غير العالم. لمدة أربع سنوات طويلة كان العالم المتحضر يشارك في قتل الرجال. مسيحي ضد مسيحي وبربري يتحد مع المسيحيين لقتل مسيحيين ؛ أي شيء للقتل. تم تدريسها في كل مدرسة، في مدارس الأحد. لعب الأطفال الصغار في الحرب. الأطفال الصغار في الشارع. هل تفترض أن هذا العالم كان على حاله منذ ذلك الحين؟ كم من الوقت، يا فضيلة القاضي، سيستغرق العالم لاستعادة المشاعر الإنسانية التي كانت تنمو ببطء قبل الحرب؟ كم من الوقت سيستغرق قلوب الرجال القاسية قبل إزالة آثار الكراهية والقسوة؟
نقرأ عن قتل مائة ألف رجل في اليوم. لقد قرأنا عنها وفرحنا بها - إذا كان الزملاء الآخرون هم الذين قُتلوا. لقد أُطعمنا اللحم وشربنا الدم. حتى وصولا إلى ثرثرة فاتنة. لا أحتاج أن أخبركم كم عدد الأولاد الصغار المستقيمين الشرفاء الذين حضروا إلى هذه المحكمة بتهمة القتل، وبعضهم أنقذوا وأرسل بعضهم إلى وفاتهم، أولاد قاتلوا في هذه الحرب وتعلموا وضع قيمة رخيصة على حياة الإنسان. أنت تعرف ذلك وأنا أعلم ذلك. لقد نشأ هؤلاء الأولاد فيه. كانت قصص الموت في منازلهم وملاعبهم ومدارسهم. كانوا في الصحف التي قرأوها. لقد كانت جزءًا من الهيجان المشترك - ما كانت الحياة؟ لقد كان لاشئ. كانت أقل شيء مقدس في الوجود وقد تم تدريب هؤلاء الأولاد على هذه القسوة.
سوف يستغرق الأمر خمسين عامًا للقضاء عليه من قلب الإنسان، إن وجد. أعرف ذلك، بعد الحرب الأهلية في عام 1865، زادت الجرائم من هذا النوع بشكل هائل. لا أحد يحتاج أن يقول لي أن الجريمة ليس لها سبب. له سبب محدد مثل أي مرض آخر، وأنا أعلم أنه بسبب الكراهية والمرارة لجريمة الحرب الأهلية ازدادت مثلما لم تر أمريكا من قبل. أعلم أن أوروبا تمر بنفس التجربة اليوم ؛ أعلم أنها قد تابعت كل حرب. وأنا أعلم أنها قد أثرت على هؤلاء الأولاد بحيث لم تكن الحياة هي نفسها بالنسبة لهم كما لو كان العالم قد احمر بالدم. أنا أحتج على جرائم وأخطاء المجتمع التي تمت زيارتها عليهم. كل واحد منا لديه حصة في ذلك. أملك خاصتي. لا أستطيع أن أخبر ولن أعرف أبدًا كم من كلماتي ربما ولدت بقسوة بدلاً من الحب والعطف والإحسان.
إن سيادتك تعلم أن جرائم العنف في هذه المحكمة بالذات زادت من الحرب. ليس بالضرورة من قبل أولئك الذين قاتلوا ولكن من قبل أولئك الذين علموا أن الدم كان رخيصًا، وأن الحياة البشرية كانت رخيصة، وإذا كان بإمكان الدولة أن تستخف به لما لا الصبي؟ هناك أسباب لهذه الجريمة الرهيبة. هناك أسباب كما قلت لكل ما يحدث في العالم. الحرب جزء منها ؛ التعليم جزء منها ؛ الولادة جزء منها ؛ المال جزء منها - كل هؤلاء تآمروا لتحطيم وتدمير هذين الصبيان الفقراء.
هل لدى المحكمة أي حق في التفكير في أي شيء سوى هذين الصبيان؟ تقول الدولة أن شرفك له الحق في النظر في رفاهية المجتمع، كما لديك. إذا كان سيتم الاستفادة من رفاهية المجتمع عن طريق أخذ هذه الأرواح، جيد وحسن. أعتقد أنه سيكون شر لا يستطيع أحد قياسه. هل لسيادتك الحق في النظر في أسر هؤلاء المتهمين؟ لقد كنت آسفًا، وأنا آسف لمأساة السيد والسيدة فرانكس، بسبب تلك العلاقات الممزقة التي لا يمكن علاجها. كل ما يمكنني أن أتمناه هو أن بعض الخير قد يأتي من كل ذلك. ولكن بالمقارنة مع عائلات ليوبولد ولوب، يجب أن يحسد الفرنجة - والجميع يعرفون ذلك.
أنا لا أعرف مقدار الخلاص في هذين الصبيان. أنا أكره أن أقول ذلك بحضورهم، لكن ما الذي يجب أن أتطلع إليه؟ لا أدري إذا ما ستكون سيادتك رحمًا لهم، ولكن لست رحيماً بالحضارة، ولست رحيماً إذا قيدت حبلًا حول رقابهم وتركتهم ليموتون ؛ رحيماٌ لهم، ولكن لست رحيماً بالحضارة، ولست رحيماً لمن تركوا وراءهم. لقضاء ما تبقى من أيامهم في السجن هو شيء غير مبهج التطلع له، إن وجد. هل هو شيء؟ قد يكون لديهم الأمل في أنه مع مرور السنين قد يتم إطلاق سراحهم. لا اعرف. لا اعرف. سأكون صادقا مع هذه المحكمة حيث حاولت أن أكون من البداية. أعلم أن هؤلاء الأولاد ليسوا لائقين ليكونوا طلقاء. أعتقد أنهم لن يكونوا حتى يتخطوا المرحلة التالية من الحياة، في الخامسة والأربعين أو الخمسين. لا أستطيع أن أقول، ما إذا سيكونون كذلك حينها. قل لي ماذا علي أن أفعل؛ إني لن أكون هنا لمساعدتهم. بقدر ما أنا قلق، فقد انتهى الأمر.
لن أخبر هذه المحكمة أنني لا آمل أنه في وقت ما سيغي الكبر والحياة فيه أجسادهم، كما يفعلون، ويغيرون عواطفهم، كما يفعلون، ويعودون إلى الحياة مرة أخرى. سأكون آخر شخص على وجه الأرض يغلق باب الأمل لأي إنسان يعيش، وعلى الأخص عملاءي. لكن ما الذي يتطلعون إليه؟ لا شيئ. وافكر هنا في مقطع هاوسمان:
حرائق جوفاء الآن تحترق إلى اللون الأسود، / والأضواء ترفرف منخفضة:
جهز كتفيك، وارفع حزمتك / واترك أصدقائك واذهب.
لا تخف أبداً، الفتيان، لا يخافون، / لا تنظروا إلى اليسار أو اليمين:
في كل الطرق التي لا نهاية لها التي أنت تدوس / لا يوجد سوى الليل.
لا أهتم، يا فضيلة القاضي، سواء كانت المسيرة تبدأ عند المشنقة أو عندما تغلق أبواب جولييت عليهما، لا يوجد شيء سوى الليل، وهذا قليل لأي إنسان أن يتوقعه.
ولكن هناك آخرون نضعهم في الحسبان. إليكم هاتان العائلتان اللتان عاشتا حياة نزيهة وستتحملان الاسم الذي يحملانه، ويجب على الأجيال القادمة الاستمرار فيه.
إليكم والد ليوبولد، وكان هذا الولد فخر بحياته. راقبه، كان يهتم به، كان يعمل من أجله ؛ كان الولد بارعًا ومُنجزًا، وكان يعتقد أن الشهرة والمنصب ينتظرانه، كما كان ينبغي أن ينتظراه. إنه لأمر صعب بالنسبة للأب أن يرى آمال حياته تنهار في الغبار.
هل يجب اعتباره؟ هل يجب النظر إلى إخوته؟ هل سيفعل المجتمع أي خير أو يجعل حياتك أكثر أمانًا، أو حياة أي إنسان أكثر أمانًا، إذا توفي هذا الجيل من جيل إلى آخر، حتى مات هذا الطفل، أقربائه، على السقالة؟
ولوب هو نفسه. إليكم العم والأخ الأمين، الذين شاهدوا هنا يومًا بعد يوم، في حين أن والد ديكي ووالدته مريضان جدًا على تحمل هذا الضغط الهائل، وسوف ينتظران رسالة تعنيهم أكثر مما قد تعني لك أو أنا. هل يجب أن يؤخذ هؤلاء في الاعتبار في هذه الفجيعة العامة؟
هل لديهم أي حقوق؟ هل هناك أي سبب، يا فضيلة القاضي، لماذا تكون أسماءهم الفخمة وجميع أجيال المستقبل التي تحملها مكتوبة على هذا الشريط الشرير؟ كم من الأولاد والبنات، كم من الأطفال الذين لم يولدوا بعد سيشعرون بها؟ إنه أمر سيء بما فيه الكفاية، كما يعلم الله. انها سيئة بما فيه الكفاية، ولكن هو عليه. لكنها ليست بعد الموت على السقالة. انها ليست كذلك. وأطلب من سيادتك، بالإضافة إلى كل ما قلته أن تنقذ عائلتين شريفتين من وصمة عار لا تنتهي أبداً، والتي قد تكون بلا فائدة لمساعدة أي إنسان يعيش.
الآن، يجب أن أقول كلمة واحدة، ثم سأترك هذا الأمر معك حيث كان ينبغي أن أتركها منذ فترة طويلة. لا أحد منا يعيب الجمهور. المحاكم ليست كذلك، وهيئة المحلفين ليست كذلك. وضعنا مصيرنا بين يدي محكمة مدربة، معتقدين أنها ستيكون أكثر انتباهاً وتحترمًا من هيئة المحلفين. لا أستطيع أن أقول كيف يشعر الناس. لقد وقفت هنا لمدة ثلاثة أشهر حيث يمكن للمرء أن يقف في المحيط في محاولة لاجتياح المد. آمل أن تنحسر البحار وتهبط الرياح، وأعتقد أنها كذلك، لكنني لا أود أن أقدم أي ذريعة زائفة لهذه المحكمة. الشيء السهل والشيء الأكثر شعبية هو تعليق العملاء. أنا أعلم ذلك. الرجال والنساء الذين لا يعتقدون أنهم سيحبذون. سيوافق القساة والطائشين منهم. سيكون من السهل اليوم. ولكن في شيكاغو، والوصول إلى طول الأرض وعرضها، المزيد والمزيد من الآباء والأمهات، إنسانيًا، عزيزًا ومأمولًا، يكتسبون تفهمًا ويطرحون أسئلة ليس فقط عن هؤلاء الأولاد الفقراء، ولكن عن أبنائهم - لن يكونوا هؤلاء جزءاً من أي تهليل عند وفاة موكلي.
سيطلب هؤلاء إيقاف سفك الدماء، واستئناف المشاعر الطبيعية للإنسان. ومع مرور الأيام والشهور والسنوات، سوف يطلبونها أكثر وأكثر. لكن، يا فضيلة القاضي، ما يطلبونه قد لا يحسب. أنا أعرف الطريقة السهلة. أعلم أن المستقبل معي ومع ما أدعمه هنا ؛ ليس فقط لحياة هذين الفتيين البائسين، ولكن لكل الأولاد والبنات ؛ لجميع الشباب، وإلى أقصى حد ممكن، لجميع كبار السن. أنا أتوسل للحياة، والتفاهم، والإحسان، واللطف، والرحمة اللانهائية التي تراعي الجميع. أتوسل أن نتغلب على القسوة بلطف وكراهية مع الحب. وأنا أعلم أن المستقبل في جانبي. شرفك يقف بين الماضي والمستقبل. قد تشنق هؤلاء الأولاد. يمكنك تعلقهم من رقابهم حتى الموت. ولكن في القيام بذلك، سوف تحول وجهك نحو الماضي. عند القيام بذلك، فإنك تجعل الأمر أكثر صعوبة على أي فتى آخر في الجهل والظلام يجب أن يتلمس طريقه في متاهات لا تعرفها سوى الطفولة. في القيام بذلك سوف تجعل الأمر أكثر صعوبة بالنسبة للأطفال الذين لم يولدوا بعد. يمكنك حفظها وتسهيل الأمر على كل طفل يقف في وقت ما حيث يقف هؤلاء الأولاد. سوف تسهل الأمر على كل إنسان بطموح ورؤية وأمل ومصير. أنا أدافع عن المستقبل ؛ أنا أتوسل إلى وقت لن تتحكم فيه الكراهية والقسوة في قلوب الرجال. عندما يمكننا أن نتعلم عن طريق العقل والحكم والتفاهم والإيمان أن كل الحياة تستحق الخلاص، وأن الرحمة هي السمة العليا للإنسان.
أشعر أنني يجب أن أعتذر عن المدة التي قضيتها. قد لا تكون هذه القضية مهمة كما أعتقد، وأنا متأكد من أنني لست بحاجة إلى إخبار هذه المحكمة، أو لإخبار أصدقائي بأنني سأقاتل بنفس القدر من أجل الفقراء مثل الأغنياء. إذا نجحت، فإن أكبر مكافأة لي وآمل أن يكون ذلك بالنسبة إلى عدد لا يحصى من المؤسسين الذين يجب أن يسلكوا نفس الطريق في طفولتهم العمياء التي يتمتع بها هؤلاء الأولاد المساكين - لقد فعلت شيئًا للمساعدة في فهم الإنسان وتخفيف العدالة بالرحمة للتغلب على الكراهية بالحب.
كنت أقرأ الليلة الماضية من طموح الشاعر الفارسي القديم، عمر الخيام. لقد ناشدني أعلى ما أستطيع رؤيته. كنت أتمنى أن تكون في قلبي، وأتمنى أن تكون في قلوب الجميع :
لذلك سأُكتب في كتاب الحب،
لا يهمني ذلك الكتاب أعلاه.
امسح اسمي أو اكتبه كما تريد،
 تم إقناع القاضي، رغم أنه وفقًا لحكمه، اسند قراره إلى سابقة وعمر المتهمون ؛ بعد اثني عشر يومًا في 10 سبتمبر 1924، حكم على كلا الرجلين بالسجن المؤبد بتهمة القتل، و99 عامًا آخرين للخطف. بعد أقل من شهر توفي والد لويب بسبب قصور في القلب.

## السجن

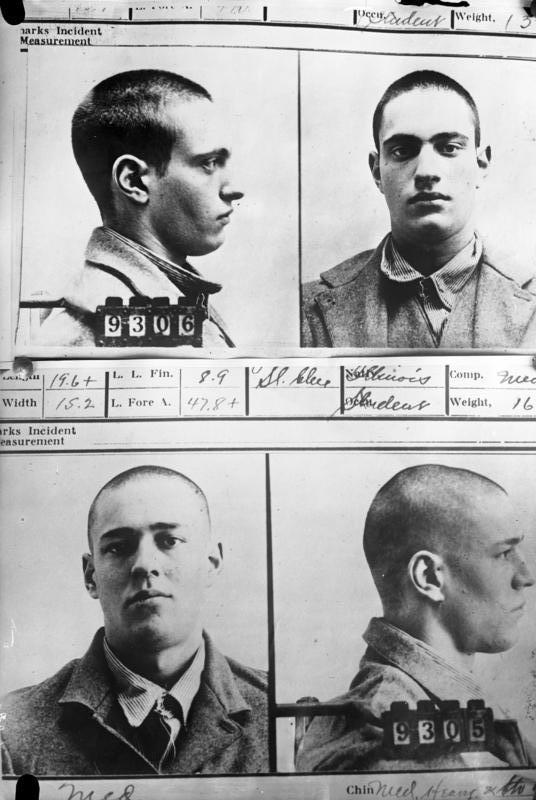
ليوبولد (بالأعلى) ولويب (بالأسفل)

احتُجز ليوبولد ولويب في البداية في سجن جوليت. على الرغم من أنهما كانا منفصلين قدر الإمكان، فقد تمكن الاثنان من الحفاظ على علاقتهما. نقل ليوبولد لاحقًا إلى سجن ستاتفيل، ونقل لويب في النهاية هناك أيضًا. وبمجرد جمع شملهم، وسّع الاثنان نظام مدارس السجن الحالي، مضيفين منهج المدارس الثانوية والجامعات.

### مقتل لويب
أرسلت عائلات الرجال في البداية أموالهم بشكل دوري، والتي استخدموها لشراء سلع مثل السجائر. رآهم السجناء الآخرون على أنهم أغبياء أثرياء، وكانوا مستهدفين بسبب التهديدات والسرقة. وذهب بعض الأفراد من عائلة لويب إلى سجين آخر، هو جيمس إي داي، كرشوة حتى لا يؤذيه. بعد تخفيض مخصصات لويب، تم نقل داي بعيدًا عن لويب بسبب التهديدات وسوء المعاملة.
في 28 كانون الثاني (يناير) 1936، تعرض ليوب لهجوم من قبل داي باستخدام شفرة حلاقة مستقيمة في غرفة الاستحمام وتوفي بعد ذلك بوقت قصير في مستشفى السجن. ادعى داي أن لويب اعتدى عليه، رغم أنه لم يصب بأذى بينما أصيب لويب بأكثر من 50 جروحًا، بما في ذلك الجروح الدفاعية على ذراعيه ويديه ؛ وكانت حنجرته قد قطعت من الخلف. ومع ذلك، فإن السلطات، التي شعرت بالحرج بسبب الدعاية التي تثير السلوك المفسد المزعوم في السجن، قضت بأن داي كان يدافع عن نفسه. وبحسب إحدى الروايات، كتب الصحفي إد لاهي هذه الفقرة الافتتاحية ل شيكاغو دايلي نيوز : «ريتشارد لويب، على الرغم من سعة الاطلاع له، انتهت اليوم عقوبته مع الاقتراح.» يبدو أن بعض الصحف قد أثنت على داي، الذي حوكم فيما بعد وبرئ من جريمة قتل لويب.
الدافع الجنسي للقتل قد رجح. لا يوجد دليل على أن لويب كان مفترسًا جنسيًا أثناء وجوده في السجن، لكن تم القبض على داي مرة واحدة على الأقل في عمل جنسي مع زميل له. في سيرته الذاتية، مؤبد زائد 99 عامًا، سخر ليوبولد من مزاعم داي بأن لويب حاول الاعتداء عليه جنسياً. وقد ردد هذا القسيس الكاثوليكي في السجن – أحد المقربين من لويب – الذي قال إن داي كان مفترسًا جنسيًا هاجم لويب بعد أن صده.  
كرس ليوبولد الكثير من الوقت لإعادة تأهيل اسم لويب، الذي توفي قاتل أطفال سيئ السمعة ومفترس جنسي مسمى. كتب ليوبولد كتباً لمدرسة السجن. على غلاف هذه الكتب، كتب راتيوني أوتيم ليبرامور (لاتينية، «لسبب ما، لقد أطلق سراحنا»).
على الرغم من أن ليوبولد واصل عمله في السجن بعد وفاة لويب، فقد عانى من الاكتئاب. وبحسب ما ورد صرخ لساعات في زنزانته قبل نقله إلى علماء النفس في السجن. كان الهدف من ذلك مساعدته، لكن وفقًا ليوبولد، كان هذا عقابًا لأن داي كان أيضًا بين المرضى.

### حياة ليوبولد في السجن

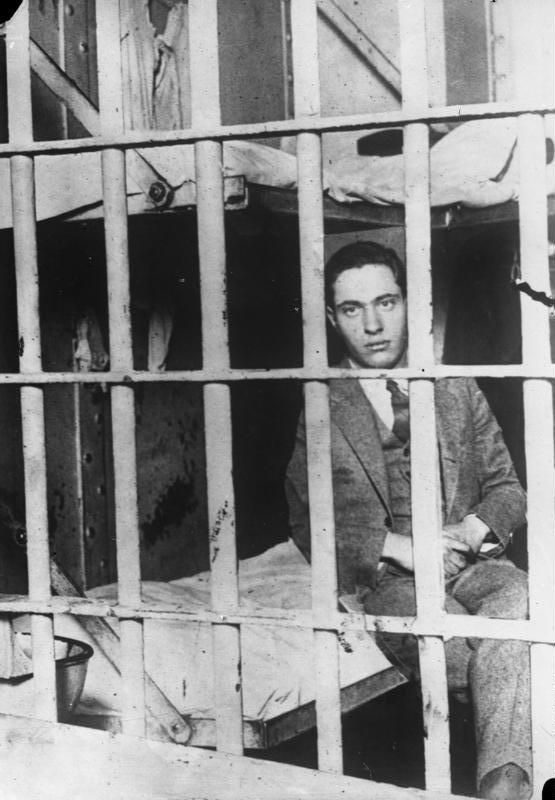
ليوبولد في سجن ستاتفيل، 1931

أصبح ليوبولد سجين نموذجي. يقال أنه أتقن اثنتي عشرة لغة - بالإضافة إلى اللغات الخمسة عشر التي تحدثها بالفعل - وقدم مساهمات كبيرة متعددة لتحسين ظروف سجن ستاتفيل. وشملت هذه إعادة تنظيم مكتبة السجن، وتجديد نظام التعليم وتعليم طلابها، والعمل التطوعي في مستشفى السجن. في عام 1944، تطوع ليوبولد في دراسة ملاريا سجون ستيتفيل ؛ تم تلقيحه عمدا بمسببات مرض الملاريا وثم تعريضه لعلاجات تجريبية متعددة للملاريا.
في أوائل الخمسينيات من القرن الماضي، طلب المؤلف ماير ليفين، وهو زميل في جامعة شيكاغو، تعاون ليوبولد في كتابة رواية تستند إلى مقتل فرانكس. أجاب ليوبولد أنه لا يرغب في سرد قصته في شكل خيالي، لكنه قدم ليفين فرصة للمساهمة في مذكراته، التي كانت قيد الإنشاء. استمر ليفين، غير راض عن هذا الاقتراح، في الكتابة وحده، على الرغم من اعتراضات ليوبولد الصريحة. نُشرت الرواية التي تحمل عنوان «الإكراه» في عام 1956. صور ليفين ليوبولد (تحت الاسم المستعار جود شتاينر) على أنه مراهق لامع ولكنه مضطرب للغاية، مدفوع نفسيًا لقتله بسبب طفولته المضطربة وهوسه مع لويب. كتب ليوبولد لاحقًا أن قراءة كتاب ليفين جعلته «... مريضًا جسديًا... أكثر من مرة اضطررت إلى وضع الكتاب جانبًا وانتظار الغثيان كي يهدأ. شعرت كما أفترضت أنه سيشعر المرء إذا تمت تعريته من ملابسه ووضعه تحت أضواء قوية أمام جمهور كبير.»
سيرة حياة ليوبولد، مؤبد زائد 99 عام، نشرت في عام 1958. في بداية روايته مباشرة بعد الجريمة، أثار انتقادات واسعة النطاق لرفضه المتعمد (المذكور صراحة في الكتاب) لإعادة سرد طفولته، أو وصف أي تفاصيل عن الجريمة نفسها. كما اتُهم بكتابة هذا الكتاب فقط كوسيلة لإعادة تأهيل صورته العامة بتجاهل الجانب المظلم من ماضيه.
في عام 1959، سعى ليوبولد دون جدوى إلى منع إنتاج النسخة السينمائية من الإكراه على أساس أن كتاب ليفين قد غزا خصوصيته، وشوه سمعته، واستفاد من قصة حياته، و «الحقيقة المختلطة مع الخيال إلى حد أنها لا يمكن تمييزها». في النهاية، حكمت محكمة إلينوي العليا ضده، معتبرة أن ليوبولد، بصفته الجاني المعترف بـ «جريمة القرن»، لا يمكن أن يثبت بشكل معقول أن أي كتاب قد أضر بسمعته.

## سنوات ليوبولد ما بعد السجن
بعد 33 عامًا والعديد من التماسات الإفراج المشروط الفاشلة، تم إطلاق صراح ليوبولد في مارس 1958. في أبريل / نيسان، حاول إنشاء مؤسسة ليوبولد، بتمويل من عائدات مؤبد زائد 99 عام، «لمساعدة الشباب الذين يعانون من الاضطرابات العاطفية أو المتخلفين أو الجانحين». لكن ولاية إلينوي ألغت ميثاقه، على أساس أنه ينتهك شروط الإفراج المشروط عنه.
انتقل ليوبولد إلى سانتوريس، بورتوريكو، لتجنب اهتمام وسائل الإعلام وتزوج بائعة أزهار أرملة. قبلته لجنة إخوان الخدمة، وهي إحدى الكنائس التابعة لبرنامج الأخوة، كفتي طبي في مستشفاها في بورتوريكو. وأعرب عن تقديره في مقال: «بالنسبة إليّ، عرضت لجنة خدمة الإخوة على الوظيفة والمنزل والرعاية التي بدونها لا يمكن الإفراج المشروط عن رجل. لكنها أعطتني أكثر من ذلك بكثير، الرفقة، والقبول، والحب الذي كان من شأنه أن يجعل انتهاك الإفراج المشروط مستحيلًا تقريبًا.» كان يعرف باسم «نيت» إلى الجيران وزملاء العمل في مستشفى كاستانيير العام في أدجونتاس، بورتوريكو، حيث كان يعمل كمساعد مختبر وأشعة إكس. بعد ذلك، حصل على درجة الماجستير في جامعة بورتوريكو، ثم قام بتدريس الفصول هناك ؛ أصبح باحثًا في برنامج الخدمة الاجتماعية التابع لقسم الصحة في بورتوريكو؛ عمل في وكالة للتجديد والإسكان في المناطق الحضرية ؛ وأجري أبحاثا عن مرض الجذام في كلية الطب بجامعة بورتوريكو. كان أيضًا ناشطًا في جمعية التاريخ الطبيعي في بورتوريكو، حيث سافر في جميع أنحاء الجزيرة لمراقبة حياة الطيور. في عام 1963، نشر قائمة مرجعية لطيور بورتوريكو وجزر فيرجن. بينما تحدث عن نيته في كتابة كتاب بعنوان «الوصول إلى هالو»، عن حياته بعد السجن، لم يفعل ذلك أبدًا.
توفي ليوبولد بسبب نوبة قلبية مرتبطة بمرض السكري في 29 أغسطس 1971، عن عمر يناهز 66 عامًا. تم التبرع بقرنياته.

## في الثقافة الشعبية
ألهمت جريمة قتل فرانكس أعمال السينما والمسرح والخيال، بما في ذلك مسرحية روب التي قام بها باتريك هاميلتون عام 1929، والتي أجريت على تلفزيون بي بي سي في عام 1939، وفيلم ألفريد هيتشكوك الذي يحمل نفس الاسم في عام 1948. شكلت النسخة الخيالية للأحداث أساس رواية ماير ليفين لعام 1956 بعنوان «إكراه» والتكيف مع فيلم 1959. في عام 1957، تم إصدار روايتين أخريين خياليين: لا شيء سوى الليل من تأليف جيمس يافي و ليتل براذر فيت من ماري كارتر روبرتس.
أعمال أخرى تتأثر حالة تشمل ريتشارد رايت الصورة 1940 رواية الأصلية الابن، توم كالين من عام 1992 فيلم الإغماء، مايكل هانيكي الصورة 1997 فيلم النمساوي مضحك الألعاب والدولية لعام 2008 طبعة جديدة، الكوميديا السوداء 2002 RSVP، باربيت شرويدر الصورة القتل بواسطة أرقام (2002)، دانييل كلويس الصورة 2005 رواية مصورة ملاذ الجليد، وستيفن دولغينوف الصورة 2005 خارج برودواي الموسيقية التشويق لي: ليوبولد ولوب قصة. في كتابه Murder Most Queer) 2014)، يبحث عالم المسرح جوردان شيلدكروت في تغيير المواقف تجاه الشذوذ الجنسي في مختلف العروض المسرحية والسينمائية لقضية ليوبولد ولويب. تعرض سلسلة CW التلفزيونية ريفرديل مركز احتجاز للأحداث في موسمها الثالث (2018) الذي سمي على اسم القتلة المعروفين.

## روابط خارجية
- ليوبولد ولوب الصفحة الرئيسية للمحاكمة التي كتبها دوغلاس ليندر. المحاكمات الأمريكية الشهيرة — إلينوي ضد. ناثان ليوبولد وريتشارد لوب. جامعة ميسوري في كلية الحقوق بجامعة كانساس سيتي. عام 1997. استرجاع 14 سبتمبر 2008.
- ناثان ليوبولد وريتشارد لوب، جريمة القرن العشرين لمارلين باردسلي. مكتبة الجريمة - شبكة تلفزيون قاعة المحكمة. تم استرجاعه في 11 أبريل 2007.
- أرشيف جامعة نورث وسترن
- التشويق عني: قصة ليوبولد ولوب  ترتيب الموقع / القرص الرئيسي
- التشويق والإثارة: مقتبسة من قصة ليوبولد ولوب من شركة مسرح يورك
- أوراق هارولد هولبرت نسخة محفوظة 30 مارس 2016 على موقع واي باك مشين. من أرشيف جامعة نورث وسترن، إيفانستون، إلينوي
- «مجموعة ليوبولد ولوب» من مجموعات جامعة نورث وسترن الخاصة، إيفانستون، إلينوي
- قضية لوب ليوبولد : مع مقتطفات من أدلة الأجانب، بما في ذلك الحجج المقدمة إلى المحكمة من قبل محامي الشعب والدفاع (1926)  مخزنة على Archive.org
- فيلم القتل من بيردر - حلقة فيديو لمغنية Brain Scoop تعرض ناثان ليوبولد.